# Jeff Pierce
Jeff Pierce es un ciclista estadounidense nacido en Lamesa, el 28 de septiembre de 1958. Fue ciclista profesional desde 1986 a 1996.

## Palmarés
1985
- Tour de Berlín

1987
- 1 etapa del Tour de Francia

1989
- 1 etapa de la Vuelta al País Vasco

1994
- 1 etapa de la Redlands Bicycle Classic

## Resultados en las grandes vueltas
| Carrera         | 1986 | 1987 | 1988 | 1989 | 1990  | 1991 | 1992 | 1993 | 1994 | 1995 | 1996 |
| --------------- | ---- | ---- | ---- | ---- | ----- | ---- | ---- | ---- | ---- | ---- | ---- |
| Giro de Italia  | -    | -    | 46.º | 59.º | 113.º | -    | -    | -    | -    | -    | -    |
| Tour de Francia | 80.º | 88.º | -    | 86.º | -     | -    | -    | -    | -    | -    | -    |
| Vuelta a España | -    | -    | -    | -    | -     | -    | -    | -    | -    | -    | -    |
| Mundial en Ruta | 34.º | 20.º | -    | -    | -     | -    | -    | -    | -    | -    | -    |

-: no participa

Ab.: abandono